# Дикая собака динго
«Ди́кая соба́ка ди́нго» — советский полнометражный чёрно-белый художественный фильм, поставленный в 1962 году на киностудии «Ленфильм» режиссёром Юлием Карасиком по повести советского детского писателя Рувима Фраермана «Дикая собака Динго, или Повесть о первой любви» (1939).
Премьера фильма в СССР состоялась 15 октября 1962 года.
Фильм посмотрели 21,8 млн зрителей ([когда?]).
Кинолента входит в собрание фильмов «Госфильмофонда СССР».

## Сюжет
В дальневосточный городок  Приморск, где живёт Таня Сабанеева со своей мамой, на службу переводом из Москвы приезжает её отец, полковник, которого она никогда не видела, со своей новой женой и её племянником Колей.
Таня и Коля познакомились и подружились. При этом Таня открыла для своего друга удивительный мир, где водится дикая собака динго.

## История создания

### Выбор актёров
Почти для всех исполнителей главных ролей работа в «Дикой собаке динго» стала дебютом.
Быстрее всех нашли актёра на роль Коли Сабанеева. Режиссёр увидел фотографии студента ЛГИТМиКа Владимира Особика, отметил его лицо — «тонкое, нервное, но удивительно гармоничное» — и утвердил юношу без кинопроб.
В поисках «нанайского мальчика Фильки» ассистент режиссёра объездил большую территорию страны, вплоть до Крайнего Севера. Когда начался просмотр школьников из Казахстана, исполнитель был найден — им стал 14-летний Талас, сын артистов Алма-Атинского ТЮЗа Амины Умурзаковой и Камаси Умурзакова. Пробы опять-таки не проводились — представители киногруппы заручились согласием родителей и предложили Таласу выехать на съёмки в Ленинград.
Актрису на роль Тани Сабанеевой искали дольше всех. Члены худсовета были весьма удивлены, когда им представили 22-летнюю Галину Польских. Тем не менее студентка ВГИКа была утверждена на роль школьницы.

### Места съёмок

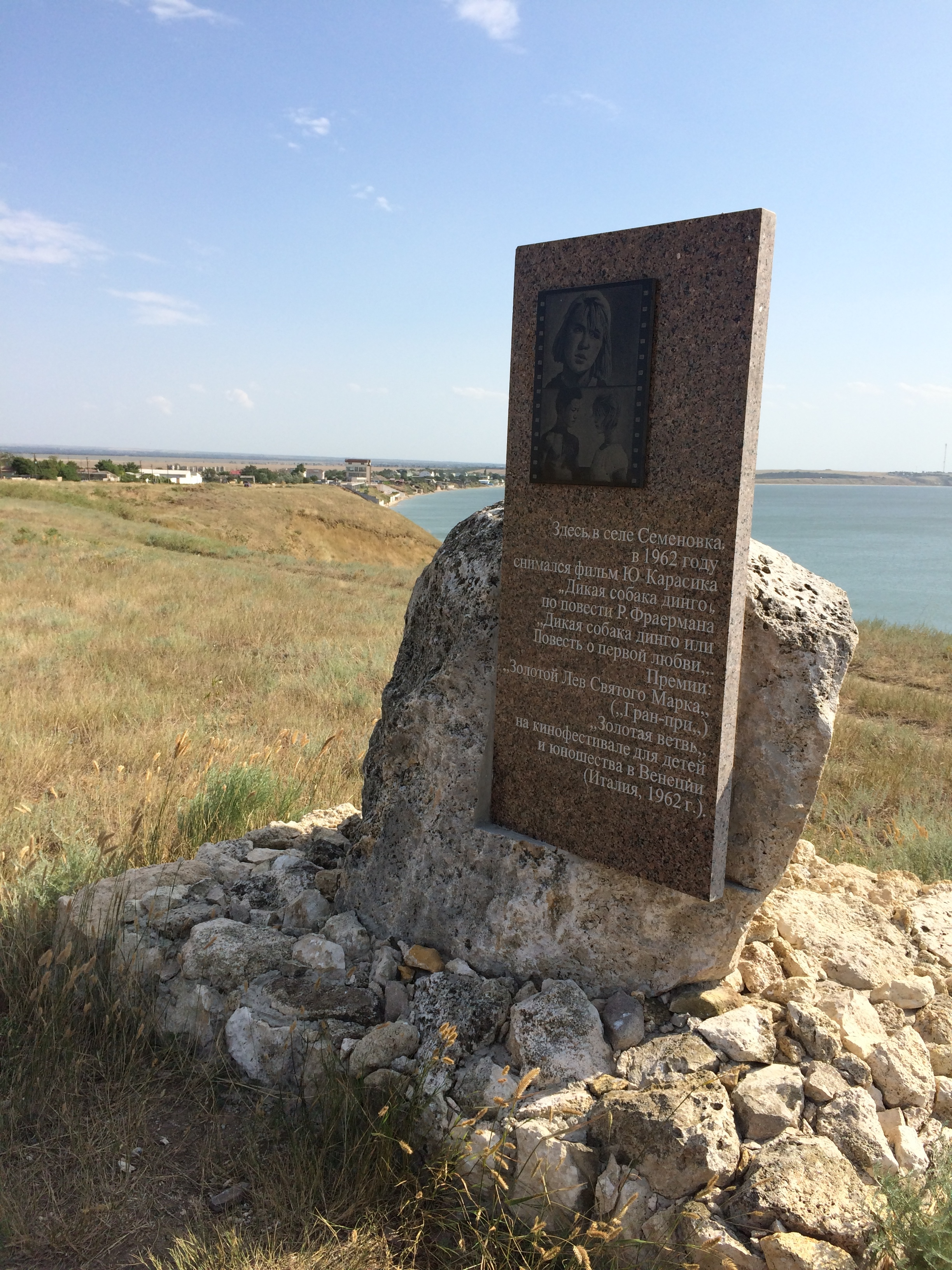
Памятный знак в селе Семёновка

Значительная часть натурных съёмок проходила в селе Семёновка Ленинского района Крыма (в 2013 году в память об этом событии там была установлена мемориальная доска).
Езда на собачьей упряжке и сцена бурана, в который попадают Таня и Коля, снимались около деревни Кузьмолово, ближайшем пригороде Ленинграда. Исключительную живописность сцене придают моренные холмы и небольшое озеро, остатки ледникового периода. Искусственная метель создавалась с помощью ветродуев.
Павильонные съёмки осуществлялись на киностудии «Ленфильм».

## В ролях
- Галина Польских — Таня Сабанеева
- Владимир Особик — Коля Сабанеев, приёмный сын отца Тани, племянник Надежды Петровны
- Талас Умурзаков — Филька Боголюбский, друг и одноклассник Тани
- Аня Родионова — Женя Белякова, одноклассница Тани
- Инна Кондратьева — Мария (Сабанеева М. П.), мать Тани
- Николай Тимофеев — Сабанеев, отец Тани, полковник
- Ирина Радченко — Надежда Петровна, вторая жена отца Тани
- Тамара Логинова — Александра Ивановна, учительница русского языка
- Антонина Павлычева — нянька Тани

## Съёмочная группа
- Автор сценария — Анатолий Гребнев
- Режиссёр-постановщик — Юлий Карасик
- Главный оператор — Вячеслав Фастович
- Художники — Виктор Волин, Абрам Векслер
- Композитор — Исаак Шварц

## Награды
- 1962 — главный приз «Лев святого Марка» и премия «Золотая ветвь» (премия Национального центра фильмов для юношества) на Кинофестивале детских фильмов в Венеции[5].
- 1963 — диплом жюри Международного кинофестиваля в Вене[6].
- 1963 — «Выдающийся фильм года» на Фестивале лучших фильмов года в Лондоне[7].